# Dubai Tour 2018
5. edycja wyścigu Dubai Tour odbyła się w dniach 6–10 lutego 2018 roku. Trasa tego pięcioetapowego wyścigu liczyła 841 km. Zawody figurowały w kalendarzu UCI Asia Tour i posiadały kategorię 2.HC.

## Lista startowa
Na starcie tego wyścigu stanęło 16 ekip, dziewięć drużyn jeżdżących w UCI World Tour 2018 i siedem zespołów zaproszonych przez organizatorów z tzw. "dziką kartą".
| Numery | Kod | Drużyna                    |
| ------ | --- | -------------------------- |
| 1-7    | KAT | Team Katusha-Alpecin       |
| 11-17  | ABS | Aqua Blue Sport            |
| 21-27  | AST | Astana Pro Team            |
| 31-37  | TBM | Bahrain-Merida             |
| 41-47  | BMC | BMC Racing Team            |
| 51-57  | COF | Cofidis, Solutions Crédits |
| 61-67  | MBE | Mitchelton–BikeExchange    |
| 71-77  | QST | Quick-Step Floors          |

| Numery  | Kod | Drużyna                          |
| ------- | --- | -------------------------------- |
| 101-107 | RLY | Rally Cycling                    |
| 111-117 | DDD | Dimension Data                   |
| 121-127 | TLJ | Team LottoNL-Jumbo               |
| 131-138 | TNN | Team Novo Nordisk                |
| 141-147 | TFS | Trek-Segafredo                   |
| 151-158 | UAE | Reprezentacja Emiratów Arabskich |
| 161-168 | UAD | UAE Team Emirates                |
| 171-178 | WIL | Wilier Triestina–Selle Italia    |

## Etapy
| Etap | Data      | Start - meta                   | Typ         | Dystans (km) | Zwycięzca etapu   | Lider             |
| ---- | --------- | ------------------------------ | ----------- | ------------ | ----------------- | ----------------- |
| 1.   | 6 lutego  | Skydive Dubai - Palm Jumeirah  | Płaski      | 167          | Dylan Groenewegen | Dylan Groenewegen |
| 2.   | 7 lutego  | Skydive Dubai - Ras Al Khaimah | Płaski      | 190          | Elia Viviani      | Dylan Groenewegen |
| 3.   | 8 lutego  | Skydive Dubai - Fujairach      | Pagórkowaty | 180          | Mark Cavendish    | Elia Viviani      |
| 4.   | 9 lutego  | Skydive Dubai - Hatta Dam      | Pagórkowaty | 172          | Sonny Colbrelli   | Elia Viviani      |
| 5.   | 10 lutego | Skydive Dubai - City Walk      | Płaski      | 132          | Elia Viviani      | Elia Viviani      |

### Etap 1 – 06.02: Skydive Dubai > Palm Jumeirah, 167 km
| #  | Zawodnik            | Zespół | Czas       |
| -- | ------------------- | ------ | ---------- |
| 1. | Dylan Groenewegen   | TLJ    | 3h 51' 35" |
| 2. | Magnus Cort Nielsen | AST    | + 0"       |
| 3. | Elia Viviani        | QST    | + 0"       |

| #  | Zawodnik            | Zespół | Czas       |
| -- | ------------------- | ------ | ---------- |
| 1. | Dylan Groenewegen   | TLJ    | 4h 36' 56" |
| 2. | Magnus Cort Nielsen | AST    | + 4"       |
| 3. | Elia Viviani        | QST    | + 6"       |

### Etap 2 – 07.02: Skydive Dubai > Ras Al Khaimah, 190 km
| #  | Zawodnik          | Zespół | Czas       |
| -- | ----------------- | ------ | ---------- |
| 1. | Elia Viviani      | QST    | 4h 34' 31" |
| 2. | Dylan Groenewegen | TLJ    | + 0"       |
| 3. | Riccardo Minali   | AST    | + 0"       |

| #  | Zawodnik             | Zespół | Czas       |
| -- | -------------------- | ------ | ---------- |
| 1. | Dylan Groenewegen    | TLJ    | 8h 25' 50" |
| 2. | Elia Viviani         | QST    | + 2"       |
| 3. | Nathan Van Hooydonck | BMC    | + 9"       |

### Etap 3 – 08.02: Skydive Dubai > Fujairach, 180 km
| #  | Zawodnik       | Zespół | Czas       |
| -- | -------------- | ------ | ---------- |
| 1. | Mark Cavendish | DDD    | 3h 53' 46" |
| 2. | Nacer Bouhanni | COF    | + 0"       |
| 3. | Marcel Kittel  | KAT    | + 0"       |

| #  | Zawodnik             | Zespół | Czas        |
| -- | -------------------- | ------ | ----------- |
| 1. | Elia Viviani         | QST    | 12h 19' 38" |
| 2. | Mark Cavendish       | DDD    | + 4"        |
| 3. | Nathan Van Hooydonck | BMC    | + 7"        |

### Etap 4 – 09.02: Skydive Dubai > Hatta Dam, 172 km
| #  | Zawodnik            | Zespół | Czas       |
| -- | ------------------- | ------ | ---------- |
| 1. | Sonny Colbrelli     | TBM    | 3h 40' 50" |
| 2. | Magnus Cort Nielsen | AST    | + 0"       |
| 3. | Timo Roosen         | TLJ    | + 0"       |

| #  | Zawodnik            | Zespół | Czas        |
| -- | ------------------- | ------ | ----------- |
| 1. | Elia Viviani        | QST    | 15h 42' 21" |
| 2. | Magnus Cort Nielsen | AST    | + 2"        |
| 3. | Sonny Colbrelli     | TBM    | + 4"        |

### Etap 5 – 10.02: Skydive Dubai > City Walk, 132 km
| #  | Zawodnik     | Zespół | Czas       |
| -- | ------------ | ------ | ---------- |
| 1. | Elia Viviani | QST    | 3h 05' 28" |
| 2. | Marco Haller | KAT    | + 0"       |
| 3. | Adam Blythe  | ABS    | + 0"       |

| #  | Zawodnik            | Zespół | Czas        |
| -- | ------------------- | ------ | ----------- |
| 1. | Elia Viviani        | QST    | 19h 05' 46" |
| 2. | Magnus Cort Nielsen | AST    | + 12"       |
| 3. | Sonny Colbrelli     | TBM    | + 14"       |

## Liderzy klasyfikacji po etapach
| Etap                 | Zwycięzca            | Klasyfikacja generalna | Klasyfikacja punktowa | Klasyfikacja młodzieżowa | Klasyfikacja najaktywniejszych | Klasyfikacja drużynowa |
| -------------------- | -------------------- | ---------------------- | --------------------- | ------------------------ | ------------------------------ | ---------------------- |
| 1                    | Dylan Groenewegen    | Dylan Groenewegen      | Dylan Groenewegen     | Dylan Groenewegen        | Daniel Teklehaimanot           | Team Novo Nordisk      |
| 2                    | Elia Viviani         | Dylan Groenewegen      | Dylan Groenewegen     | Dylan Groenewegen        | Nathan Van Hooydonck           | Astana Pro Team        |
| 3                    | Mark Cavendish       | Elia Viviani           | Dylan Groenewegen     | Nathan Van Hooydonck     | Nathan Van Hooydonck           | Astana Pro Team        |
| 4                    | Sonny Colbrelli      | Elia Viviani           | Elia Viviani          | Magnus Cort Nielsen      | Nathan Van Hooydonck           | BMC Racing Team        |
| 5                    | Elia Viviani         | Elia Viviani           | Elia Viviani          | Magnus Cort Nielsen      | Quentin Valognes               | BMC Racing Team        |
| Klasyfikacja końcowa | Klasyfikacja końcowa | Elia Viviani           | Elia Viviani          | Magnus Cort Nielsen      | Quentin Valognes               | BMC Racing Team        |

## Klasyfikacje końcowe

### Klasyfikacja generalna
| M-ce | Zawodnik             | Zespół                     | Czas        |
| ---- | -------------------- | -------------------------- | ----------- |
| 1.   | Elia Viviani         | Quick-Step Floors          | 19h 05' 46" |
| 2.   | Magnus Cort Nielsen  | Astana Pro Team            | + 12"       |
| 3.   | Sonny Colbrelli      | Bahrain-Merida             | + 14"       |
| 4.   | Nathan Van Hooydonck | BMC Racing Team            | + 17"       |
| 5.   | Loic Vliegen         | BMC Racing Team            | + 18"       |
| 6.   | Nacer Bouhanni       | Cofidis, Solutions Crédits | + 18"       |
| 7.   | Timo Roosen          | Team LottoNL-Jumbo         | + 20"       |
| 8.   | Jean-Pierre Drucker  | BMC Racing Team            | + 24"       |
| 9.   | Alexander Kristoff   | Team Katusha-Alpecin       | + 24"       |
| 10.  | Rick Zabel           | Team Katusha-Alpecin       | + 24"       |

| M-ce | Zawodnik            | Zespół             | Punkty |
| ---- | ------------------- | ------------------ | ------ |
| 1.   | Elia Viviani        | Quick-Step Floors  | 71     |
| 2.   | Magnus Cort Nielsen | Astana Pro Team    | 43     |
| 3.   | Dylan Groenewegen   | Team LottoNL-Jumbo | 42     |
| 4.   | Sonny Colbrelli     | Bahrain-Merida     | 40     |
| 5.   | Mark Cavendish      | Dimension Data     | 33     |

| M-ce | Zawodnik             | Zespół               | Czas        |
| ---- | -------------------- | -------------------- | ----------- |
| 1.   | Magnus Cort Nielsen  | Astana Pro Team      | 19h 05' 58" |
| 2.   | Nathan Van Hooydonck | BMC Racing Team      | + 5"        |
| 3.   | Loic Vliegen         | BMC Racing Team      | + 6"        |
| 4.   | Timo Roosen          | Team LottoNL-Jumbo   | + 8"        |
| 5.   | Rick Zabel           | Team Katusha-Alpecin | + 12"       |

| M-ce | Zawodnik             | Zespół                        | Punkty |
| ---- | -------------------- | ----------------------------- | ------ |
| 1.   | Quentin Valognes     | Team Novo Nordisk             | 14     |
| 2.   | Nathan Van Hooydonck | BMC Racing Team               | 12     |
| 3.   | Simone Bevilacqua    | Wilier Triestina–Selle Italia | 12     |
| 4.   | Loic Vliegen         | BMC Racing Team               | 10     |
| 5.   | Xiaolong Sun         | Mitchelton-BikeExchange       | 10     |

| M-ce | Zespół               | Czas        |
| ---- | -------------------- | ----------- |
| 1.   | BMC Racing Team      | 57h 18′ 30″ |
| 2.   | Team Katusha-Alpecin | + 44"       |
| 3.   | UAE Team Emirates    | + 1' 15"    |
| 4.   | Team LottoNL-Jumbo   | + 2' 17"    |
| 5.   | Quick-Step Floors    | + 2' 25"    |